# دیکسون هال لوئیس
دیکسون هال لوئیس (به انگلیسی: Dixon Hall Lewis) سناتور سابق عضو حزب دموکرات ایالات متحده آمریکا بود. وی در سال ۱۸۴۴ تا ۱۸۴۸ میلادی سناتور ایالت آلاباما در سنای ایالات متحده آمریکا بود.